# كلاوديو كوستانزو
كلاوديو كوستانزو (بالإيطالية: Claudio Costanzo)‏ هو لاعب كرة قدم إيطالي في مركز الوسط، ولد في 3 يوليو 1985 في فراتاماجوري في إيطاليا. لعب مع نادي أسكولي ونادي سامبدوريا ونادي كييتي كالسيو الرياضي.